# Hotel Jørgensen
Hotel Jørgensen var et hotel og vandrehjem i det indre København beliggende på Rømersgade på hjørnet af Vendersgade ved Israels Plads ikke langt fra Nørreport Station.
Hotellet var et økonomi-hotel med enkelt-, dobbelt- og familieværelser. Det gik konkurs i 2020.
Det har desuden flersengsværelser som et vandrehjem (sleep in).
Hotellet holder til i kælderen og stueetagen i nr 11 på Rømersgade.
Det 110 sengs store hotel beskrives som snusket og nedslidt men med et flinkt personale og er billigt og populært blandt skoleklasser og rygsæksturister.
Det anbefales også i internationale turistguide.
Hotellet ejes af Per Gamrath og har en bruttofortjeneste på tre millioner kroner.
Den 10. september 2010 ødelagde en eksplosion et toilet i hotellets kælder. 
Hotellets gæster måtte overnatte på et andet hotel, da politiet havde afspærret Hotel Jørgensen.
Eksplosionen skyldtes at en tjetjensk-belgiske gæst, Lors Doukaiev, kan have været i færd med at fremstille en brevbombe af det ustabile sprængstof TATP.
Ved den efterfølgende retssag blev han kendt skyldig i forsøg på terrorisme.